# Faigel Pál
Faigel Pál (Szécskeresztúr, 1802. augusztus 8. – Kápolna, 1871. április 1.) egri címzetes kanonok, költő, iskolaalapító, egyházi író.

## Élete
Faigel Pál, Luzsénszky Pál báró tiszttartójának és tarczali Zombory Mária fia volt. Több évig csak falusi iskolában tanulgatott; 1815-ben Ungvárt kezdett rendesen iskolába járni, ahol a hat gimnáziumi osztályt végezte. Miután atyja 1817 decemberében Darmán meghalt, ugyanitt kis birtokán lakó özvegy anyja járatta iskolába; 1818-ban rendes stipendiumot nyert, 1819-ben pedig magánoktatással egészítette ki jövedelmét. 1822-ben tanulmányainak folytatása miatt Egerbe költözött, ahol egy nemes család fia mellett nevelőséget vállalt és egyúttal a bölcseletet végezte.
1824-ben az egri papnevelőbe vették fel, 1828-ban végezte el a teológiát. Időközben Vurum József nagyváradi első püspöktől a négy kisebb egyházi rendet, a három nagyobbat pedig 1828-ban felsőőri Pyrker János László patriarcha és egri érsektől vette fel és misés pappá szentelték. Nemsokára hazulról Egerbe visszajövén, főpásztora actuariusnak nevezte ki azon meghagyással, hogy egyúttal a magyar jogtant hallgassa. 1829-ben Pyrker János László a gasteini fürdőbe ment és őt udvari papjául magával vitte; szeptemberben Egerbe visszatért és gyöngyösi segédlelkésznek neveztetett ki a végre, hogy mint német káplán magát a német nyelvben tökéletesítse. Gyöngyösön a felső parókia körében három plébános alatt kilenc évig és három hónapig működött. Ez idő alatt pendítette meg hírlapok útján a „jó s olcsó könyvkiadó társulat” eszméjét, mely társulatot ő a cseh Matica könyvkiadó társulat alakjában kívánta és sürgette létrehozni.
1838-ban Horner István homeopátiás orvossal együtt, három évi előkészület után, Nagy János helybeli plébános és segédtársai közreműködésével a gyöngyösi betegápoló-intézetet hozta létre; november 7-én boconádi lelkésznek neveztetett ki és 1839 január 27-én lépett hivatalába. Mindjárt lelkipásztorkodása kezdetén az egyházközség előkelőiből „jóerkölcsi tanácsot” alakított. Plébániájához tartozó két községben kétezer forint áldozattal iskolákat emeltetett, Fogacson pedig pusztai iskolát alkotott. 1845-ben behozta hívei közé az Élő szentolvasó társulatát. 1846. július 5-én alakította mind a két községben a Mérsékleti egyletet, 1848. május 10-én pedig a Jézus szent gyermekségéről nevezett egyletet. 1857-ben alesperes lett és még azon évben címzetes kanonok, 1862-ben pedig kápolnai plébános.

## Munkái
- Urnapi ájtatosság. Eger, 1838.
- Négy szent ének. Eger, 1838.
- Nepomuki szent Jánosnak tisztelete az Isten dicsőségére, melyben több hasznos imádságok és énekek foglaltatnak. Eger, 1844 (2. bőv. kiadás Pest, 1853.)
- Élőrózsa. Imádságos és énekes könyv. Pest, 1853. (Több kiadásban.)
- Az Úr olvasója. Kiadja a Szt.-István-társulat. Pest, 1857.
- A szeplőtelenül fogantatott Boldogságos Szűz zsolozsmája. Eger, 1868.

Kéziratban: Imádságos és énekeskönyv a r. kath. ifjúság használatára 1842.
Értekezései s könyvbírálatai a Religio és Nevelésben és az 50-es években a Religióban jelentek meg.